# Кампо Агрикола лас Флорес (Кулијакан)
Кампо Агрикола лас Флорес (шп. Campo Agrícola las Flores) насеље је у Мексику у савезној држави Синалоа у општини Кулијакан. Насеље се налази на надморској висини од 10 м.

## Становништво
Према подацима из 2010. године у насељу је живело 5 становника.

### Хронологија
| Година       | 2000          | 2005 | 2010 |
| ------------ | ------------- | ---- | ---- |
| Становништво | 120 (52 / 68) | 5    | 5    |

### Попис
| # | Индикатор                     | Вредност |
| - | ----------------------------- | -------- |
| 1 | Укупно домаћинстава           | 100      |
| 2 | Укупно насељених домаћинстава | 1        |
| 3 | Величина локације             | 1        |